# Wojskowy Sąd Okręgowy Nr VI
Wojskowy Sąd Okręgowy Nr VI – jednostka organizacyjna służby sprawiedliwości Wojska Polskiego II RP z siedzibą we Lwowie.

## Historia
Po zakończeniu I wojny światowej, odzyskaniu przez Polskę niepodległości oraz odbiciu Lwowa przez wojska polskie podczas wojny polsko-ukraińskiej w dniu 22 listopada 1918, podjęto organizację służby sądowniczej, którą zajął się dr Jakub Krzemieński. Został utworzono Sąd Polowy, urzędujący przy ul. Sakramentek 14, którego szefem został mjr Kamil Seyfried. Grupą prokuratorską kierował wówczas kpt. Józef Bartelmus. Po kolejnych przemianowaniach utworzono Sąd Polowy Dowództwa Dywizji Generała Jędrzejowskiego od 27 marca 1919, Sąd Polowy Dywizji Lwowskiej od 11 maja 1919, Sąd Polowy we Lwowie od 7 czerwca 1919. 
7 czerwca 1919 roku Minister Spraw Wojskowych generał porucznik Józef Leśniewski powierzył pełnienie obowiązków:
- szefa Sądu Okręgu Generalnego we Lwowie – majorowi Korpusu Sądowego Ludwikowi Krzepowskiemu[4],
- prokuratora wojskowego Okręgu Generalnego we Lwowie – majorowi KS Józefowi Bartelmusowi[5].

11 czerwca 1919 roku, w związku z utworzeniem Dowództwa Okręgu Generalnego Lwów, minister wydał rozkaz D. Wojsk. Praw. 3316 o utworzeniu Sądu Wojskowego Okręgu Generalnego we Lwowie. Etat obejmował sąd i prokuraturę. W skład sądu wchodził jego szef, 5 sędziów orzekających, 10 sędziów śledczych i 10 oficerów asystentów, natomiast w skład prokuratury jeden prokurator, 4 podprokuratorów i 5 oficerów asystentów. 29 czerwca minister rozkazem D. Praw. 3951.19 zatwierdził etat tymczasowy Sądów Okręgów Generalnych na czas od 1 lipca do 31 grudnia 1919 r.
Rozkazem z 7 lipca 1919 utworzono Ekspozyturę w Przemyślu tegoż. W obliczu cofania się frontu, w dniu 20 sierpnia 1920 lwowski SW OGen. został przekształcony w Sąd Polowy we Lwowie, który 24 września 1920 ponownie przemianowano na Sąd Wojskowy Okręgu Generalnego Lwów. 24 grudnia 1920 na obszarze Dowództwa Okręgu Generalnego Lwów utworzono wojskowe sądy załogowe we Lwowie, Stanisławowie, Złoczowie, Przemyślu i Stryju. 
W wyniku reorganizacji podjętej w listopadzie i grudniu 1921 Sąd Wojskowy Okręgu Generalnego Lwów został przekształcony w Wojskowy Sąd Okręgowy Nr VI, zaś sądy załogowe przekształcone w wojskowe sądy rejonowe.
Wojskowy sąd okręgowy obejmował swoim obszarem działania cały Okręg Korpusu Nr VI. Sąd wykonywał czynności zasadniczo na swoim obszarze działania. Poza swoim obszarem działania sąd mógł wykonywać czynności tylko, gdy wymagało tego dobro wymiaru sprawiedliwości, ewentualnie gdy znacznie oszczędzono by koszty.
Wojskowy Sąd Okręgowy Nr VI mieścił się przy ulicy Zamarstynowskiej we Lwowie. 

## Obsada
Szefowie sądu
- mjr KS Ludwik Krzepowski (p.o. od 7 VI 1919)
- płk KS Stefan Bolesław Łukowski (1923[15] – 30 IV 1927 → stan spoczynku[16])
- płk KS dr Feliks Godowski (od VII 1927[17][18])
- ppłk KS / płk aud. Karol Müller (12 V 1932 – 1939[19])
- ppłk aud. dr Jan Duczymiński (do 31 VIII 1939[20][19], †1940 Charków[21])
- ppłk aud. Rafał Urzędowski (do 22 IX 1939[19])

Obsada personalna w 1939 roku
Obsada personalna i struktura organizacyjna w marcu 1939 roku:
- szef sądu – ppłk dr Jan Duczymiński
- sędzia orzekający – mjr mgr Tadeusz Jan Kazimierz Borkowski
- sędzia orzekający – mjr mgr Adam Marian Szediwy
- sędzia śledczy – mjr dr Feliks Serbeński
- sędzia śledczy – kpt. mgr Jakub Hampel
- aplikant – ppor. rez. piech. pdsc. mgr Ludwik Józef Jerzykowski
- aplikant – ppor. rez. piech. pdsc. mgr Kazimierz Andrzej Lewicki
- aplikant – ppor. rez. piech. pdsc. mgr Aleksander Michał Franciszek Malkowski

## Wojskowa Prokuratura Okręgowa Nr 6
Prokuratura przy SWOG działała od 11 czerwca 1919, później grupa prokuratorska przy Sądzie Polowym od 20 sierpnia 1920, później samodzielna prokuratura wojskowa od 28 września 1920. 
Wojskowi prokuratorzy okręgowi
- mjr KS Józef Bartelmus (od 7 VI 1919)
- płk KS dr Józef Hecht (1923[15][25][26] – 25 X 1926 → sędzia orzekający w WSO Nr VI[27])
- płk KS dr Marian Stampf’l (od 25 X 1926[27][18])
- ppłk KS dr Jan Zygmunt Dąbrowski (III 1931 – 9 IV 1934 → prokurator Prokuratury przy WSO Nr V)
- mjr KS / ppłk aud. Rafał Urzędowski (9 IV 1934 – 31 VIII 1939 → szef WSO Nr 6[28])
- ppłk aud. Zdzisław Aleksander Małaczyński (1 – 22 IX 1939[28]) †1940 Charków[29]

Obsada personalna w marcu 1939 roku:
- prokurator – ppłk mgr Rafał Ludwik Urzędowski
- wiceprokurator – mjr mgr Henryk Piotr Florian Urbański †1940 Ukraina
- podprokurator – kpt. mgr Jan Bierzanek
- asystent – por. mgr Jan Zygmunt Diener †1940 Charków[30]
- asystent – por. mgr Zdzisław Hoffmann	†1940 Charków[31]
- asystent – por. mgr Leonard Panasewicz †1940 Charków[32]
- asystent – por. mgr Henryk Seweryn Ruebenbauer
- asystent – por. mgr Wiktor Żelawski †1940 Charków[33]